# MSVアレーナ
MSVアレーナ（MSV-Arena）は、ドイツ・ノルトライン＝ヴェストファーレン州デュースブルクにある球技場。2003年の大規模な改築工事を経て現在の姿となり、MSVデュースブルクがホームスタジアムとして使用している。
2010年7月より国内の旅行会社であるシャウインスラント＝ライゼン社がスタジアムの命名権を取得し、シャウインスラント＝ライゼン・アレーナ (Schauinsland-Reisen-Arena)と命名された。

## 概要
1922年に建設された陸上トラック付きの多目的スタジアムであったヴェダウシュタディオンを2003年に大規模な改修工事を施し、球技場へと生まれ変わって2004年11月に会場した。会場以来このスタジアムの管理・運用を生業にしていたMSV Duisburg Stadionprojekt GmbH & Co. KGの株式を2014年に50%取得したMSVデュースブルクは、2014-15シーズン以降年間150万ユーロの賃貸料を同社に支払っている。
2017-18シーズン、レギオナルリーガで優勝を果たしたKFCユルディンゲン05は、3. リーガへと昇格したが、ホームスタジアムであるグローテンブルク・シュタディオンではリーグが定めるスタジアム規格を満たせなかったため、改修工事を行う2018-19シーズンのみはこのMSVアレーナを借りてシーズンを戦った。
2019年1月、デュースブルク市の建設課による定期検査にて、スタジアムの基礎に幾つかの欠陥が見受けられたため、同月をもって基礎部分は関係者以外立ち入り禁止の措置が取られた。

## 開催された主な試合

### サッカー
- 国際Aマッチ

| 日付          | ホームチーム | 結果 | アウェーチーム | ラウンド                      |
| ------------- | ------------ | ---- | -------------- | ----------------------------- |
| 2007年3月28日 | ドイツ       | 0-1  | デンマーク     | 親善試合                      |
| 2013年5月28日 | トルコ       | 2-1  | ラトビア       | 親善試合                      |
| 2021年3月25日 | ドイツ       | 3-0  | アイスランド   | 2022 FIFAワールドカップ・予選 |

- 国際Aマッチ (女子)

| 日付          | ホームチーム | 結果 | アウェーチーム         | ラウンド |
| ------------- | ------------ | ---- | ---------------------- | -------- |
| 2010年2月17日 | ドイツ       | 3-0  | 朝鮮民主主義人民共和国 | 親善試合 |

- その他

| 日付          | ホームチーム          | 結果 | アウェーチーム       | ラウンド                       |
| ------------- | --------------------- | ---- | -------------------- | ------------------------------ |
| 2009年5月22日 | FCR2001デュースブルク | 1-1  | ズヴェズダ2005ペルミ | UEFA女子カップ2008-09決勝第2戦 |

## ギャラリー

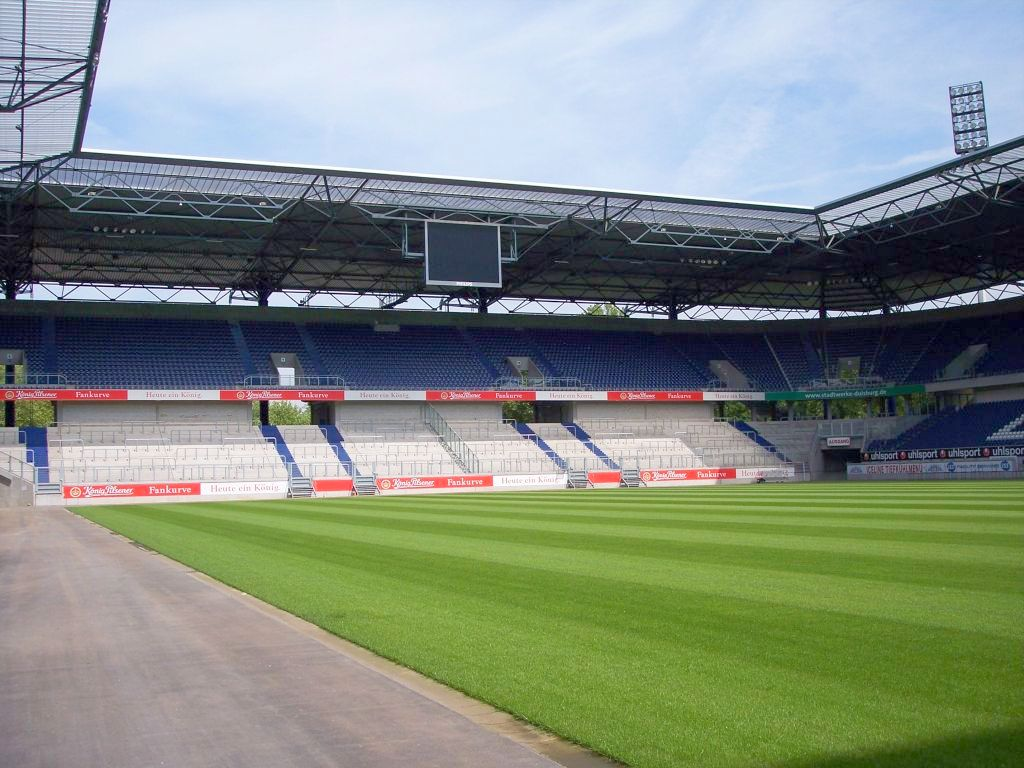
ピッチ
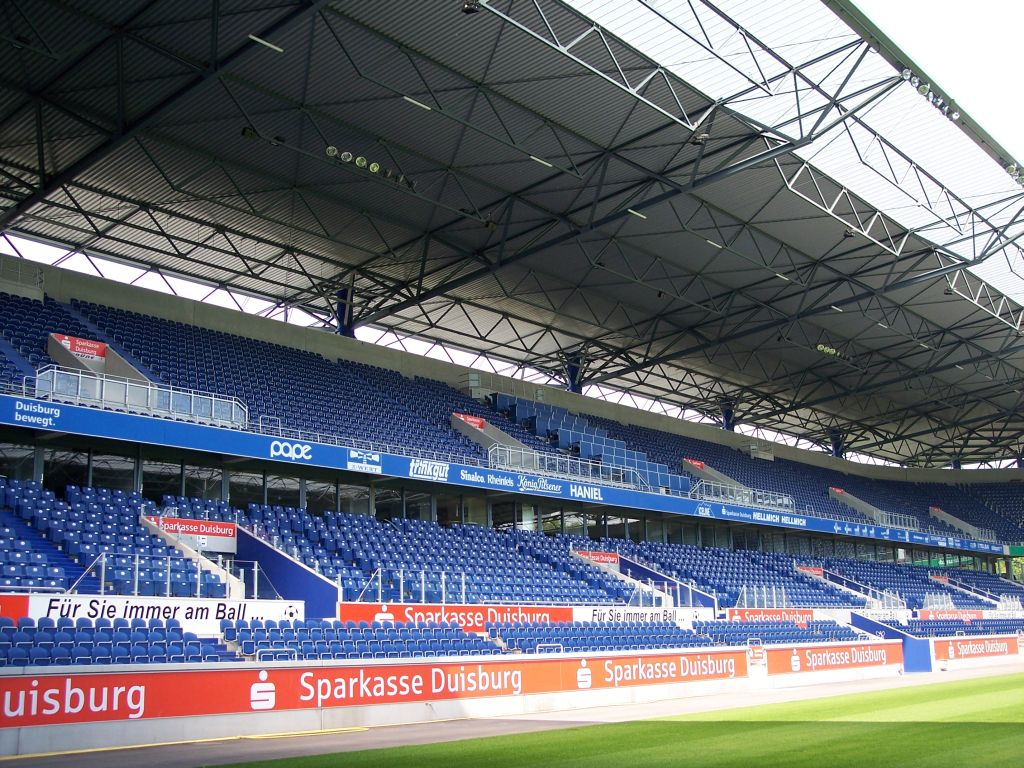
メインスタンド
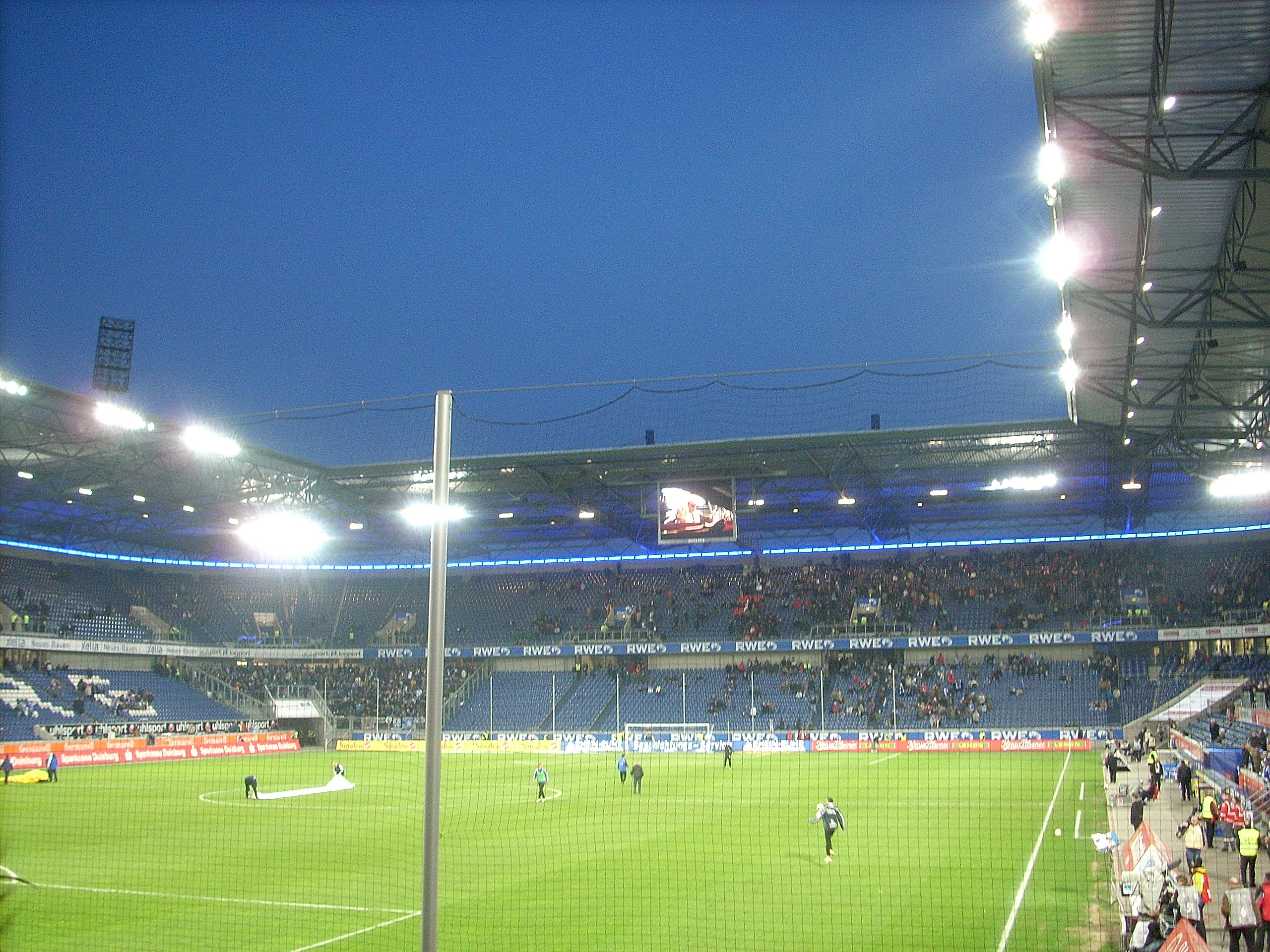
夜のスタジアム
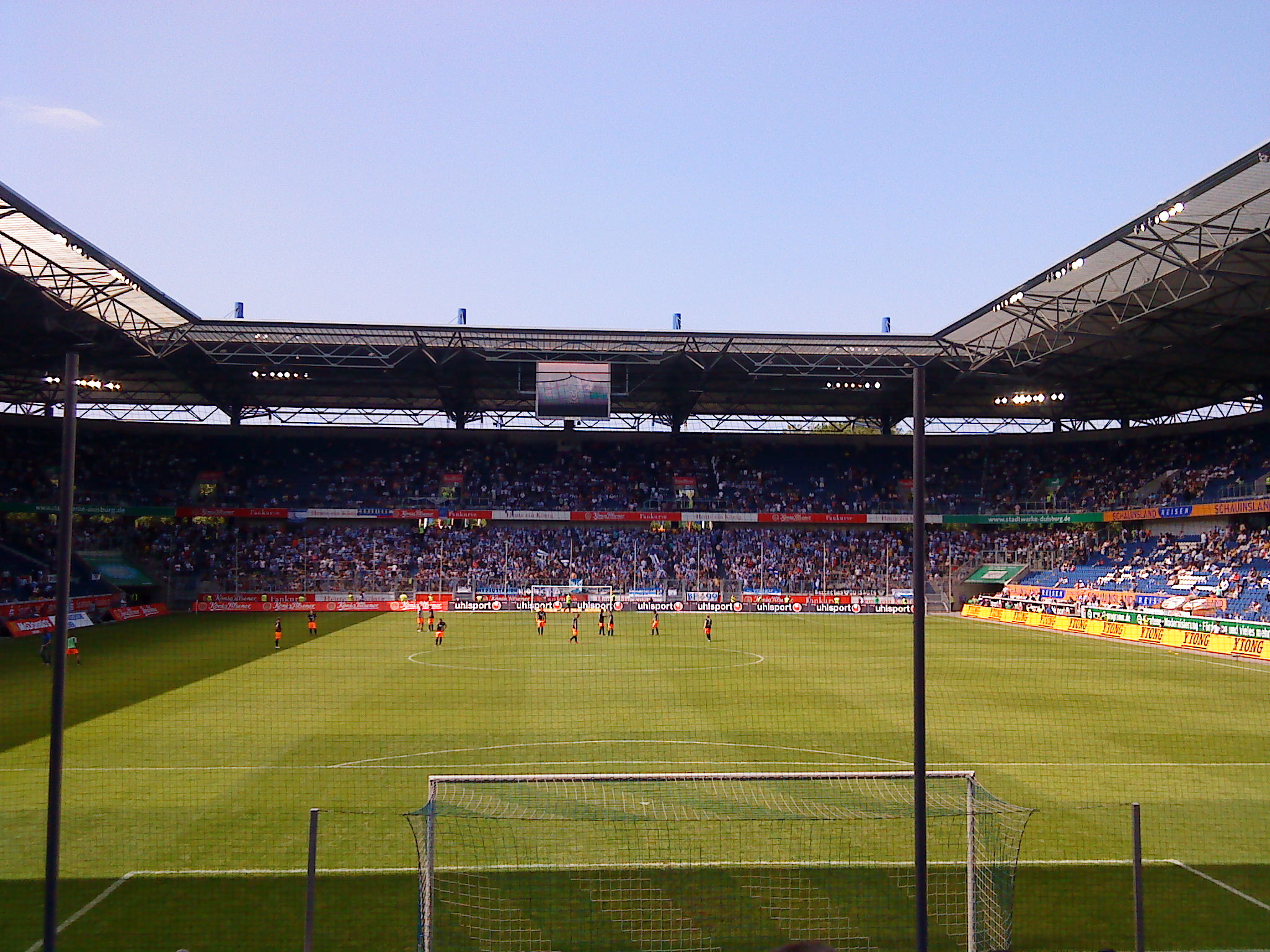
ゴール裏からの眺め
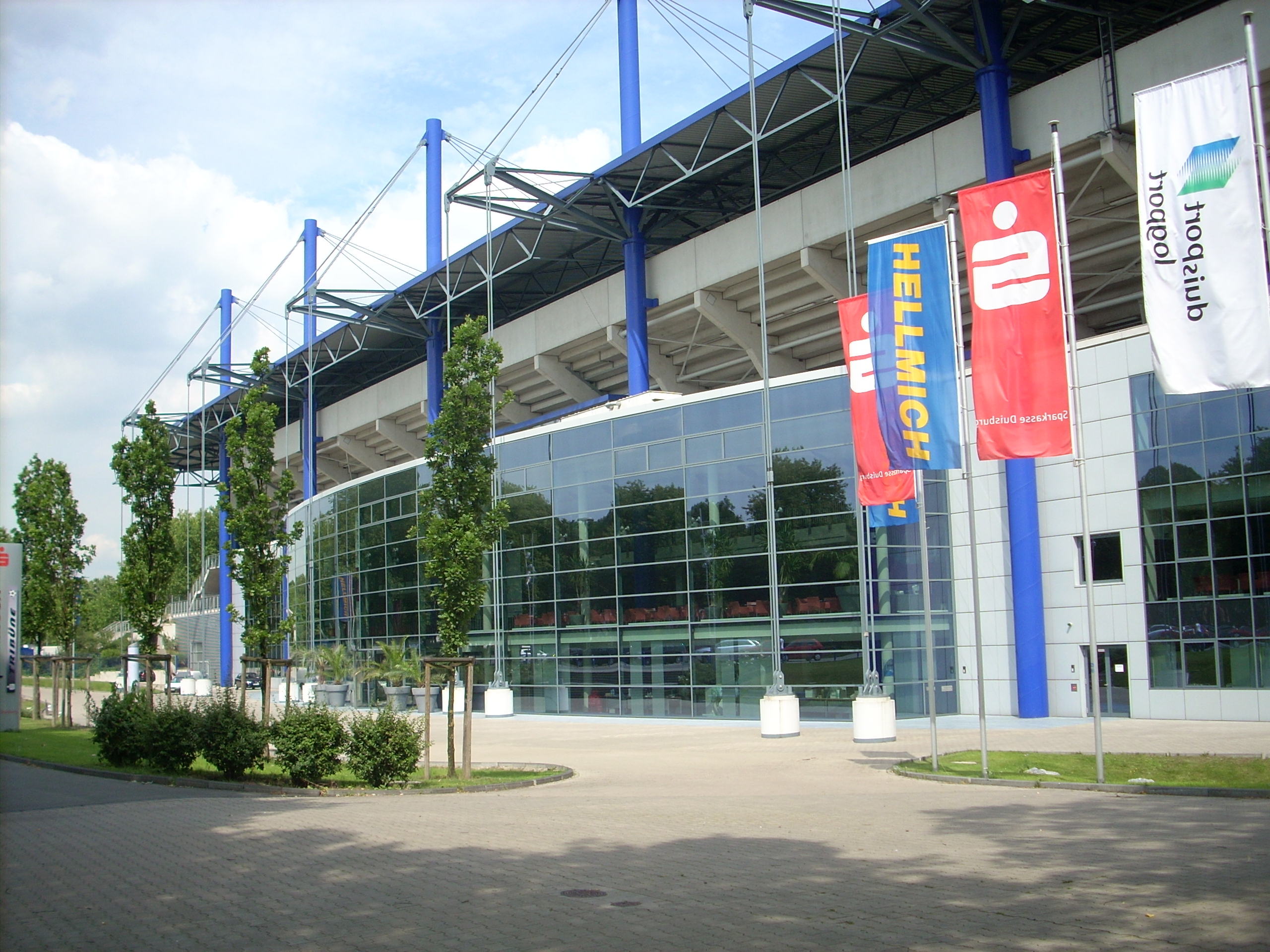
メインスタンドの外観